# Tefal
Tefal è un'azienda francese di strumenti per la cucina e piccoli elettrodomestici, sotto il controllo della multinazionale Groupe SEB.

## Storia
Tefal è stata fondata nel 1956 a Sarcelles, in Val d'Oise, col nome originario Tefal SA, dagli ingegneri Marc Gégoire e Louis Hartmann, come impresa produttrice di strumenti per la cottura in alluminio. Il nome è la contrazione delle parole teflon e aluminium.
Divenuta prima produttrice nazionale del settore negli anni successivi, il Groupe SEB della famiglia Lescure l'ha rilevata e incorporata nel 1968.
Sotto la proprietà del gruppo francese, dagli anni settanta, con il marchio Tefal vengono prodotti sia strumenti per la cucina sia piccoli elettrodomestici come ferri da stiro, forni, tostapane e articoli per la cura della persona.